# Bruce Blackadar
Bruce Evan Blackadar (* 22. Oktober 1948 in Nyack, New York) ist ein US-amerikanischer Mathematiker, der sich mit Operatoralgebren und Gruppentheorie befasst.
Blackadar studierte an der Princeton University mit dem Bachelorabschluss 1970 und wurde 1975 an der University of California, Berkeley, bei Calvin Moore promoviert wurde (Factor Representations of Restricted Direct Product Groups). Ab 1975 war er Assistant Professor an der University of Nevada, Reno, wo er 1983 eine volle Professur erhielt. Er hatte Gastprofessuren in Frankreich, Deutschland (Heidelberg), Australien, Dänemark und Kanada.
Neben Operatortheorie befasst er sich mit induzierten Darstellungen lokalkompakter Gruppen und Darstellungen von Produkten und Erweiterungen von Gruppen.

## Schriften
- Operator algebras: theory of C*-algebras and von Neumann algebras, Springer Verlag 2006
- K-Theory of Operator Algebras, Springer Verlag 1986, 2. Auflage Cambridge University Press  1998